# Alcidion aestimabilis
Alcidion aestimabilis là một loài bọ cánh cứng trong họ Cerambycidae.